# جان أنطوان روسينيول
جان أنطوان روسينيول (بالفرنسية: Jean Antoine Rossignol)‏ هو عسكري فرنسي، ولد في 7 نوفمبر 1759 في باريس في فرنسا، وتوفي في 27 أبريل 1802 في أنجوان في جزر القمر بسبب مرض.